# Sabicea grisea
Sabicea grisea är en måreväxtart som beskrevs av Adelbert von Chamisso och Diederich Franz Leonhard von Schlechtendal. Sabicea grisea ingår i släktet Sabicea och familjen måreväxter. Inga underarter finns listade i Catalogue of Life.